# Parted Magic
Parted Magic é uma distribuição Linux comercial que realiza tarefas como formatação de discos rígidos internos e externos e clonagem de discos rígidos em poucos passos. O Parted Magic inclui aplicativos como Gparted, Truecrypt, entre outros.

## Funcionalidades
O programa é inicializável diretamente a partir de um CD, unidade flash USB ou através de uma rede usando o PXE no hardware do PC e não requer instalação ou a presença de um sistema operacional instalado.
Embora originalmente projetado para unidades de disco rígido mecânicas, o Parted Magic também é adequado para uso com unidades de estado sólido e pode executar um ATA Secure Erase (um método incorporado ao controlador de disco rígido para retornar a unidade ao estado de fábrica).
O Parted Magic suporta leitura e gravação em uma variedade de sistemas de arquivos modernos, incluindo ext3, ext4, FAT, exFAT e NTFS e, como tal, é capaz de acessar unidades de disco formatadas para uso em sistemas Microsoft Windows e GNU/Linux.
A distribuição de software inclui suporte de rede e vem com o navegador Firefox.